# Ширенка (приток Мележи)
Ши́ренка — река в Московской области России, правый приток Мележи.

## География
Протекает по территории городского округа Красноармейск и Щёлковского района.
Берёт начало в лесах к северо-востоку от города Красноармейска, устье — у деревни Захарово Киржачского района Владимирской области, на границе двух областей. Длина — 30 км, площадь водосборного бассейна — 130 км².
На посаде древнерусской Шерны (Могутовский археологический комплекс) у деревни Могутово на реке Ширенке открыт комплекс вислых свинцовых печатей, принадлежавших новгородским князьям Мстиславу Владимировичу, Всеволоду Мстиславичу, Святославу Ольговичу и Святославу Ростиславичу.

## Происхождение названия
В Писцовых книгах 1585 года указывается как Шеренка, которая в устье именовалась Малая Шеренка. Возможно, название произошло от названия соседней реки Шерны, намного большей, чем Шеренка, и, вероятно, при образовании имя реки получило уменьшительный суффикс, а буква «е» в названии была изменена на «и» в связи с народной этимологией.

## Населённые пункты на реке
Деревни Коняево, Бартеньки, Головино, Козино, Могутово, Ерёмино и рабочий посёлок Фряново.

## Данные водного реестра
По данным государственного водного реестра России относится к Окскому бассейновому округу, водохозяйственный участок реки — Клязьма от города Ногинск до города Орехово-Зуево, речной подбассейн реки — бассейны притоков Оки от Мокши до впадения в Волгу. Речной бассейн реки — Ока.
Код объекта в государственном водном реестре — 09010300612110000031512.

### Притоки
(расстояние от устья)
- 8 км: река Киленка (лв)

## Топографические карты
- Лист карты O-37-XXXIII Загорск. Масштаб: 1 : 200 000. Состояние местности на 1984 год. Издание 1986 г.